# Лягушкино (Барановское сельское поселение)
Это статья о деревне Барановского сельского поселения, о деревне Прудковского сельского поселения см. статью Лягушкино (Прудковское сельское поселение).
Лягу́шкино — деревня в Смоленской области России, в Сафоновском районе. Население — 36 жителей (2007 год) . Расположена в центральной части области к востоку от города Сафонова, в 5 км южнее автодороги М1 «Беларусь», в 2 км восточнее автодороги Р137 Сафоново — Рославль. Входит в состав Барановского сельского поселения.

## История
В годы Великой Отечественной войны деревня была оккупирована гитлеровскими войсками в сентябре 1941 года, освобождена в 1943 году..